# Arapkir (district)
Arapkir is een Turks district in de provincie Malatya en telt 11.470 inwoners (2007). Het district heeft een oppervlakte van 973,9 km². Hoofdplaats is Arapkir.
De bevolkingsontwikkeling van het district is weergegeven in onderstaande tabel.
| 1997   | 2000   | 2007   |
| ------ | ------ | ------ |
| 17.482 | 16.625 | 11.470 |

## Wetenwaardigheden
- In de stad Arapgir stond tot 1957 de voormalige Kathedraal van Arapgir, een van de grootste kerkgebouwen van West-Armenië.